# Veliki Zdenci
Veliki Zdenci es una localidad de Croacia en la ciudad de Grubišno Polje, condado de Bjelovar-Bilogora.

## Geografía
Se encuentra a una altitud de 128 m s. n. m. a 118 km de la capital nacional, Zagreb.

## Demografía
En el censo 2021, el total de población de la localidad fue de 727 habitantes.
| Gráfica de población de Veliki Zdenci 1857-2021                     |
|                                                                     |
| Según los censos de población de la oficina estadística de Croacia. |